# Yoda (cão)
Yoda (1997 - 10 de março de 2012) foi uma cadela americana.
Yoda ficou notória ao ganhar o concurso "O Cão mais feio do mundo", de 2011. Com a notoriedade, a cadela ganhou fama e dinheiro, participando de vários programas de televisão e um "makeover", onde animais feios recebem tratamentos de beleza.